# Balustrada balkonowa

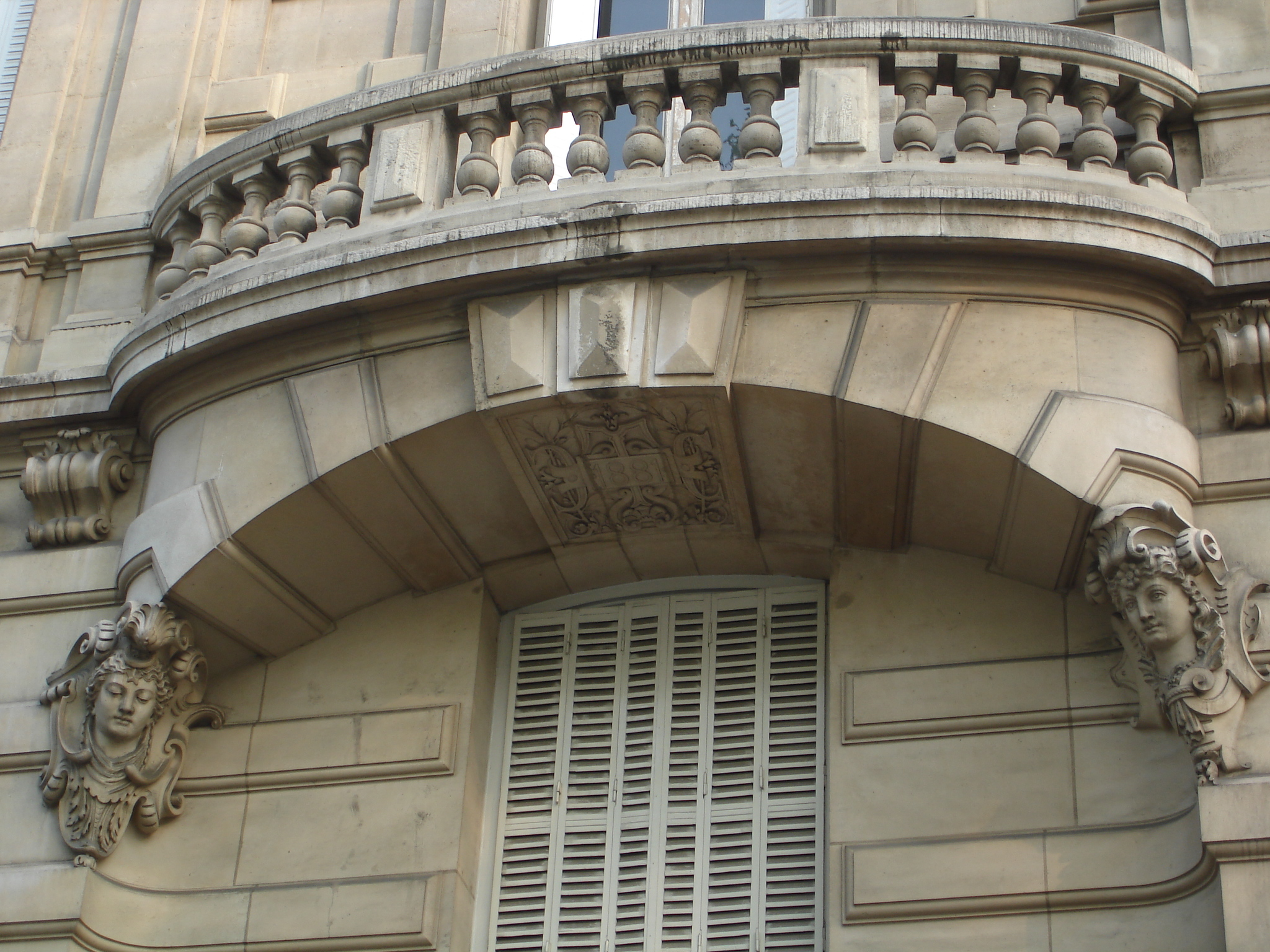
Balustrada balkonowa

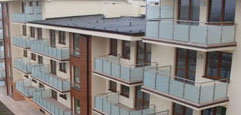
Balustrada balkonowa

Balustrada balkonowa (poręcze, barierki) – element osłaniający przestrzeń balkonu i zapewniający bezpieczeństwo, może pełnić także funkcję dekoracyjną.

## Rodzaje balustrad balkonowych
- Balustrady balkonowe z wypełnieniem szklanym – balustrady, w których elementem wypełniającym jest szkło bezpieczne. Balustrady te powinny mieć konstrukcję zapewniającą przenoszenie sił poziomych, określonych w Polskich Normach, a także wysokość i wypełnienie szklane gwarantujące skuteczną ochronę oraz bezpieczeństwo przed wypadnięciem.
- Balustrady balkonowe z wypełnieniem prętami – balustrady, w których elementem wypełniającym są pionowe lub poziome pręty. Wysokość, prześwity oraz otwory w wypełnieniu powinny spełniać określone prawem budowlanym kryteria. W przypadku budynków wielorodzinnych oraz zamieszkania zbiorowego maksymalny prześwit nie powinien przekraczać 12 cm., natomiast jeżeli chodzi o pozostałe budynki 20 cm. Z kolei w przypadku budynków jednorodzinnych oraz wnętrz mieszkań wielopoziomowych ustawa nie reguluje tych wielkości.
- Balustrady balkonowe z wypełnieniem linkami stalowymi – balustrady, w których elementem wypełniającym są stalowe linki.